# Brackett (Mondkrater)
Brackett ist ein kleiner Einschlagkrater am südöstlichen Rand des Mare Serenitatis. Es handelt sich um einen sogenannten Geisterkrater, der von einem Lavastrom überdeckt wurde und nur als ringförmige Spur im umgebenden Mare sichtbar ist. Er ist am besten bei schrägem Lichteinfall zu beobachten, da er sonst nur schwer auszumachen ist. Sein südlicher Rand berührt fast das Rillensystem der Rimae Plinius. Im Westen zieht sich der Kamm des Dorsum Nicol nach Norden.

## Weblinks

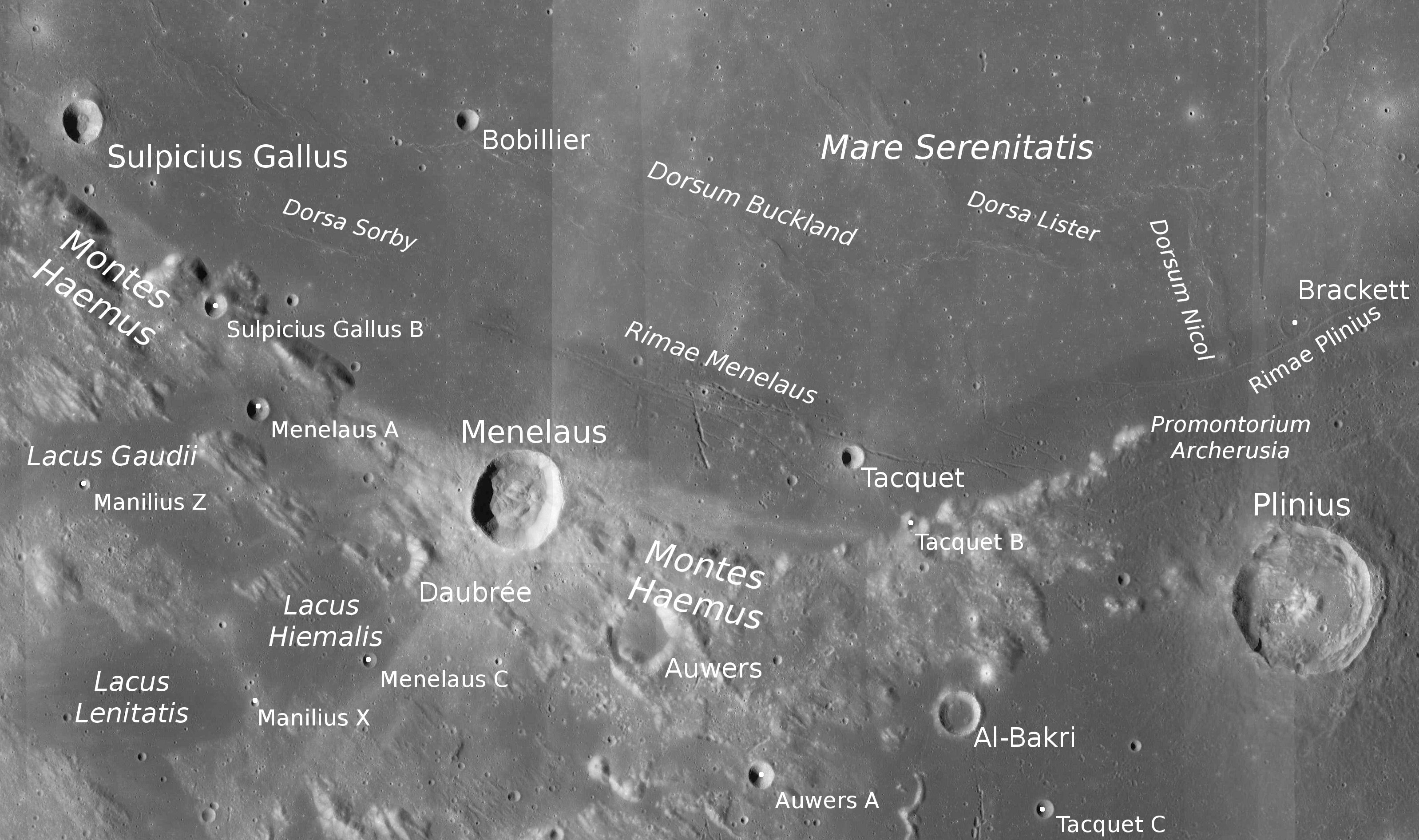
Umgebung von Brackett (LROC-WAC)